# Ramon van Haaren
Ramon van Haaren (Waalwijk, 16 settembre 1972) è un ex calciatore olandese.

## Carriera
Ha giocato nella prima divisione olandese.

## Palmarès

### Club

#### Competizioni nazionali
- Coppa dei Paesi Bassi: 2

Roda JC: 1996-1997, 1999-2000

#### Competizioni internazionali
- Coppa UEFA: 1

Feyenoord: 2001-2002